# Iazamane Alcadim
Iazamane ou Iasmane Alcadim (Yazaman ou Yazman), dito Alcadim (al-Khadim - "o eunuco"), foi o governador militar (uale ou emir) de Tarso em nome do Califado Abássida e o principal líder militar na fronteira islâmica com o Império Bizantino na Cilícia (o Tugur Axamia) entre 882 e a sua morte em 891. É celebrado por seus raides navais contra os bizantinos.

## História

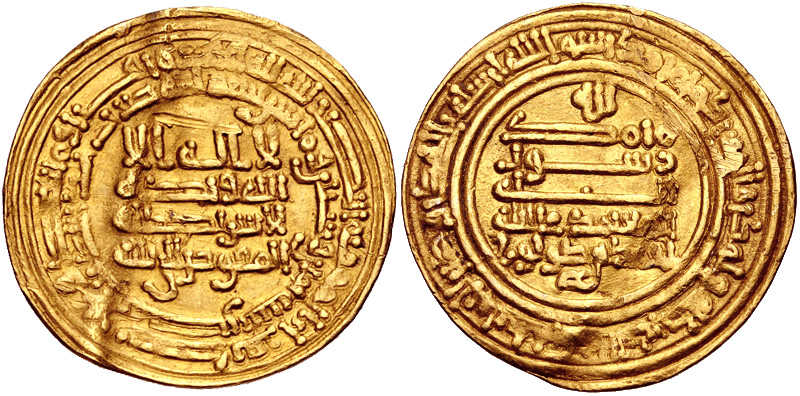
Dinar de ouro de Amade ibne Tulune r.

Zona fronteiriça árabe-bizantina

Iazamane aparece pela primeira vez em setembro/outubro de 882, quando envolveu-se numa disputa entre o governante autônomo do Egito e Síria, Amade ibne Tulune (r. 868–905), e o todo poderoso abássida Almuafaque. Naquele tempo, era um servo (maula) de Alfate ibne Cacacane, e foi atacado e preso pelo governador tulúnida nomeado das regiões fronteiriças cilícias, Calafe de Fergana. Iazamane foi libertado pelos locais, que então revoltaram-se e repeliram o governo tulúnida, nomeando Iazamane como seu líder em vez de retornarem à fidelidade abássida. Amade marchou sobre Tarso, mas os habitantes abriram as comportas e inundaram a planície em torno da cidade, forçando-o a retornar para Damasco sem conseguir nada.
Em 883, Iazamane enfrentou um grande exército bizantino enviado contra Tarso, sob o comando do doméstico das escolas Cesta Estipiota. O governador atacou o acampamento bizantino em Babe Calamia (Bab Qalamyah), cerca de 12 km de Tarso, durante a noite de 11 de setembro, pegando os bizantinos de surpresa. Os efetivos bizantinos dispersaram, Estipiota e os estrategos da Anatólia e Capadócia foram mortos, e muito butim foi capturado. Iazamane liderou um grande raide naval logo depois contra a fortaleza de Euripo (Cálcis), compreendendo 30 navios grandes (do tipo chamado cumbário em grego), mas foi repelido com grandes perdas pelo governador do Tema da Hélade, Eniata, com a ajuda de recrutas de outros temas e do fogo grego. O historiador Atabari relata que Iazamane liderou um raide por terra em 886 e um outro, por mar, em 888, durante o qual capturou naus bizantinas.
Apesar das hostilidades anteriores aos tulúnidas, em 890 Iazamane jurou lealdade a eles, que eram então liderados pelo filho de Amade, Cumarauai, e Tarso ficou em poder deles até 897, quando foi recuperada pelos abássidas. Iazamane morreu em 23 de outubro de 891, durante outro raide contra contra os territórios bizantinos. Ele estava a fortaleza bizantina de Salandu, quando foi ferido por uma catapulta. Os árabes foram obrigados a levantar cerco e ele morreu no caminho de volta. Suas tropas levaram-no para Tarso, e enterraram-no ali. Ele foi sucedido por Amade ibne Tugane Alujaifi. De acordo com o relato do século X de Almaçudi (Os Campos de Ouro, VIII, 74-75), sua fama era tal que ele estava entre os dez muçulmanos mais ilustres cujos retratos eram mostrados nas igrejas bizantinas em reconhecimento ao seu valor.